# 同値
同値（どうち）または等価（とうか）とは、2つの命題が共に真または共に偽のときに真となる論理演算である。
英語ではequivalence (EQ)。「if and only if（～のとき、かつそのときに限る）」を略して、iff ともいう。否定排他的論理和 (XNOR) に等しい。
演算子記号は ⇔、↔、≡、=、EQ  などが使われる。

## 真理値表
| 命題 P | 命題 Q | P ⇔ Q |
| ------ | ------ | ----- |
| 真     | 真     | 真    |
| 真     | 偽     | 偽    |
| 偽     | 真     | 偽    |
| 偽     | 偽     | 真    |

## 性質

### 基本的な性質
同値の基本的な性質は以下の通り。
（{\displaystyle \Rightarrow }は論理包含（ならば）、{\displaystyle \land }は論理積（かつ））

### その他
他にも次のような性質がある。

（{\displaystyle \lnot } は否定、{\displaystyle \veebar } は排他的論理和）

## 必要十分条件
二つの条件 p 、q に対して、「 p を満たすものは全て q も満たす 」 というとき、「 p は q である為の十分条件である 」 あるいは 「 q は p である為の必要条件である 」 という。
また、「 p は q である為の十分条件であり、q は p である為の十分条件である 」 というとき、「 p は q である為の必要十分条件である 」 あるいは 「 p と q とは同値である 」 という。

### 例 1
ある数が4の倍数である為には、その数は少なくとも偶数である必要がある。つまり、偶数であることは、4の倍数である為の必要条件である。ただし、偶数であっても、必ずしも4の倍数であるとは限らない。
また、ある数が4の倍数である為には、その数が8の倍数であれば十分である。つまり、8の倍数であることは、4の倍数である為の十分条件である。ただし、その数が8の倍数でなくとも、必ずしも4の倍数でないとは限らない。
他方、ある数が2の倍数である為には、その数は少なくとも偶数でなければならない。つまり、偶数であることは、2の倍数である為の必要条件である。また、その数が偶数であれば、その数は必ず2の倍数である。つまり、偶数であることは、2の倍数である為の十分条件である。すなわち、偶数であることは、2の倍数である為の必要十分条件であり、両者は同値である。

### 例 2
自然数変数 n についての条件 p(n), q(n) を次のように定める。
- p(n)： n > 10
- q(n)： 2n > 20

そのとき、p(n) は q(n) である為の必要十分条件である。すなわち、n > 10 は 2n > 20 である為の必要十分条件である。

### 例 3
実数変数 x についての条件 p(x), q(x) を次のように定める。
- p(x)： x > 0
- q(x)： x2 > 0

そのとき、p(x) は q(x) である為の十分条件である。しかし、−1 は q(x) を満たすが ｐ(x) を満たさないので、 「q(x) を満たす実数は全て p(x) を満たす」 とはいえない。よって、q(x) は p(x) である為の十分条件ではない。従って、p(x) は q(x) である為の必要十分条件ではない。

### 例 4
￢、⇔ を論理演算とし、命題変数 A 、B についての条件 p(A, B), q(A, B) を次のように定める。 ( ￢ は集合 { 真、偽 } から集合 { 真、偽 } への 1 つの写像である。⇔ は { 真、偽 }×{ 真、偽 } から { 真、偽 } への 1 つの写像である。A 、B は { 真、偽 } の元の変数である。)
- p(A, B)： ￢( A ⇔B ) = 真
- q(A, B)： ( ￢A )⇔B = 真

そのとき、p(A, B) は q(A, B) である為の必要十分条件である。すなわち、「￢( A ⇔B ) = 真」 は 「( ￢A )⇔B = 真」 である為の必要十分条件である。